# Liste der Biografien/Gral
Liste der Biografien |
Portal Biografien |
Personensuche
# |
A |
B |
C |
D |
E |
F |
G |
H |
I |
J |
K |
L |
M |
N |
O |
P |
Q |
R |
S |
T |
U |
V |
W |
X |
Y |
Z |
?
 
Ga |
Gb |
Gc |
Gd |
Ge |
Gf |
Gh |
Gi |
Gj |
Gk |
Gl |
Gm |
Gn |
Go |
Gp |
Gq |
Gr |
Gs |
Gu |
Gv |
Gw |
Gy |
Gz
 
Gra |
Grb–Grd |
Gre |
Grg |
Gri |
Grj |
Grk |
Grl |
Grm |
Gro |
Grs |
Gru |
Gry |
Grz
 
Graa |
Grab |
Grac |
Grad |
Grae |
Graf |
Grag |
Grah |
Grai |
Graj |
Grak |
Gral |
Gram |
Gran |
Grao |
Grap |
Grar |
Gras |
Grat |
Grau |
Grav |
Graw |
Gray |
Graz
Die Liste der Biografien führt alle Personen auf, die in der deutschsprachigen Wikipedia einen Artikel haben. Dieses ist eine Teilliste mit 15 Einträgen von Personen, deren Namen mit den Buchstaben „Gral“ beginnt.

## Gral
- Gral, Rodrigo (* 1977), brasilianischer Fußballspieler

### Grala
- Gralak, Antoni (* 1955), polnischer Rock- und Jazztrompeter, Komponist und Musikproduzent
- Gralath, Daniel der Ältere (1708–1767), deutscher Physiker und Bürgermeister von Danzig
- Gralath, Daniel der Jüngere (1739–1809), deutscher Rechtswissenschaftler und Lokalhistoriker von Danzig

### Gralh
- Gralher, Martin (1939–2013), deutscher Politikwissenschaftler

### Grali
- Graliński, Jan (1895–1942), polnischer Offizier und Kryptoanalytiker
- Graliński, Zygmunt (1897–1940), polnischer Politiker, Mitglied des Sejm

### Gralk
- Gralke, Hans (1944–2007), deutscher Tontechniker und Tonmeister

### Grall
- Grall, Egon (1880–1957), deutscher Politiker (Zentrum, CDU) und Bürgermeister
- Grall, Sébastien (1954–2013), französischer Regisseur und Drehbuchautor
- Grall, Xavier (1930–1981), französischer Journalist, Poet und Schriftsteller
- Gralla, Dina (1905–1994), deutsche Schauspielerin
- Gralle, Albrecht (* 1949), baptistischer Theologe und SchriftstellerAlbrecht Gralle (* 1949)

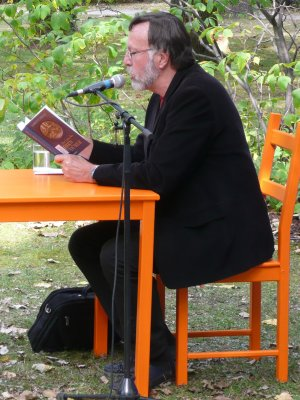
Albrecht Gralle (* 1949)

- Grallert, Anastasius Fortunatus Raimondus (1805–1874), deutscher Schlachtermeister und Politiker, MdHB
- Grallet, Jean-Pierre (* 1941), französischer Geistlicher, emeritierter römisch-katholischer Erzbischof von Straßburg